# Karsten Wichniarz
Karsten Wichniarz (* 1951 in Hildesheim) ist ein deutscher Filmregisseur, Drehbuchautor und Schauspieler.

## Biografie
Wichniarz schloss sein Studium an der Deutschen Film- und Fernsehakademie Berlin 1977 ab. Von 1979 bis 1981 arbeitete er an der Kamera, so beispielsweise bei den Dokumentarfilmen Die von der Straße und Talentprobe. Bei dem Filmdrama Kein Land (1981) führte er Regie, schrieb das Drehbuch und spielte neben Birgit Anders den Paul, eine der Hauptrollen, einen jungen Mann vom Lande, der nach Berlin geht und nach negativen Erfahrungen die Prostituierte Mona kennenlernt, in die er sich verliebt. 1984 entstand die Komödie Jagger und Spaghetti unter seiner Regie, in der Peter Buchholz, Gerlach Fiedler und Sabine Kaack die Hauptrollen spielen. In dem Thriller Blue Moon von 1986 arbeitete Wichniarz erneut mit Birgit Anders zusammen. Er führte Regie und schrieb das Drehbuch zum Film.
Ab 1993 war Wichniarz verstärkt im Bereich Fernsehserien tätig, so beispielsweise für die Praxis Bülowbogen, Dr. Sommerfeld – Neues vom Bülowbogen, die Krimiserie Im Namen des Gesetzes und vor allem für die Familienserie Die Fallers – Eine Schwarzwaldfamilie. Im Jahr 2000 führte er Regie bei dem Weihnachtsfilm Alle Kinder brauchen Liebe mit Witta Pohl in der Hauptrolle und 2005 bei einem Film aus der Reihe Rosamunde Pilcher. In Annas zweite Chance von 2009 arbeitete er mit Christiane Hörbiger und Friedrich von Thun zusammen; mit Hörbiger hatte er bereits von 2006 bis 2009 mehrere Folgen der Fernsehserie Zwei Ärzte sind einer zu viel abgedreht. Von 2010 bis 2011 führte Wichniarz Regie bei neun Folgen der meistgesehenen Fernsehserie in Deutschland Um Himmels Willen. Im Zeitraum 2012 bis 2017 arbeitete er für Die Rosenheim-Cops und übernahm in elf Folgen die Regie.

## Filmografie (Auswahl)
wenn nicht anders angegeben: Regie
- 1981: Kein Land (Fernsehspiel, auch Autor, Schauspieler + Kamera)
- 1981: Die von der Straße (Dokumentarfilm, nur Kamera)
- 1981: Talentprobe (Dokumentarfilm, nur Kamera)
- 1984: Jagger und Spaghetti
- 1986: Blue Moon (auch Drehbuch)
- 1986: Von zwölf bis mittag (Fernsehfilm, nur Schauspieler)
- 1987: Die Verliebten (nur Schauspieler)
- 1993: Geschichten aus der Heimat (Fernsehserie, Folge Hase und Igel)
- 1993: Sylter Geschichten (Fernsehserie)
- 1996: Und tschüss! Auf Mallorca
- 1996: Praxis Bülowbogen (Fernsehserie, 6 Folgen)
- 1997, 1999: Heimatgeschichten (Fernsehserie, Folgen Nur Hotel und Hausbesuche + Plötzlich und unerwartet)
- 1997–2004: Dr. Sommerfeld – Neues vom Bülowbogen (Fernsehserie, 49 Folgen)
- 1997–2004: Küstenwache (Fernsehserie, 7 Folgen)
- 1998: Letzte Chance für Harry (Fernsehfilm)
- 1998–2002: Im Namen des Gesetzes (Krimiserie, 9 Folgen)
- 2000: Die Motorrad-Cops – Hart am Limit (Fernsehserie, Folgen Verräter in Uniform + Spurlos verschwunden)
- 2000: Alle Kinder brauchen Liebe (Fernseh-Weihnachtsfilm)
- 2001: Wie angelt man sich einen Müllmann? (Fernsehfilm)
- 2003, 2004: Großstadtrevier (Krimiserie, 3 Folgen)
- 2003: Ein himmlischer Freund (Fernsehfilm)
- 2004: Marga Engel gibt nicht auf (Fernsehfilm)
- 2004, 2005: Der Ferienarzt … auf Korfu + Der Ferienarzt … in der Provence
- 2004–2017: Die Fallers – Eine Schwarzwaldfamilie (Fernsehserie, 79 Folgen, auch Drehbuch)
- 2005: Rosamunde Pilcher: Königin der Nacht
- 2005, 2006: Weißblaue Geschichten (Fernsehserie, Folge Der Vater meiner Braut/Erste Liebe
+ Der Silvesterkracher/Der falsche Hochzeitsgast)
- 2006: Der Arzt vom Wörthersee (Fernsehserie, eine Folge mit demselben Titel)
- 2006–2009: Zwei Ärzte sind einer zu viel (Fernsehserie, 5 Folgen, auch Schauspieler)
- 2007: Der Fürst und das Mädchen (Fernsehserie, 3 Folgen)
- 2007: Der Ruf der Berge – Schatten der Vergangenheit (Fernsehfilm)
- 2007: Annas zweite Chance (Fernsehfilm)
- 2009, 2010: Meine wunderbare Familie (Fernsehserie, Folgen …in Costa Rica + …in anderen Umständen)
- 2010–2011: Um Himmels Willen (Fernsehserie, 9 Folgen)
- 2011: Liebe ohne Minze (Fernsehfilm)
- 2012: Afrika ruft nach Dir (Fernsehfilm)
- 2012–2017: Die Rosenheim-Cops (Krimiserie, 11 Folgen)
- 2015: Weißblaue Geschichten (Folgen Briefe an den Weihnachtsmann/Erbschaft zum Glück
+ Märchenprinz in der Provinz/Die Partykönigin)

## Auszeichnungen und Nominierungen
- 1984: Nominierung für den Max-Ophüls-Preis beim Filmfestival Max Ophüls Preis